# 罗马尼亚语的再拉丁化
罗马尼亚语的再拉丁化（又称“再罗曼化”）是指18世纪和19世纪期间加强罗马尼亚语罗曼语特征的过程。罗马尼亚语采用了以拉丁字母为基础的书写系统，取代了原先的西里尔字母，同时大量借用了法语、拉丁语和意大利语中的词汇，以获得语言现代化所需的词汇工具。这一有意识的过程创造了许多用于新出现事物或概念的词汇，为部分来自斯拉夫语及其他来源的外来词增添了拉丁化的同义词，并强化了一些罗曼语的句法特征。一些语言学研究者指出，“再拉丁化”这一术语的使用并不恰当，因为它混淆了语言现代化这一更广泛的过程与试图彻底清除非拉丁影响这一更为极端、最终未能成功的思潮；此外，该术语本身缺乏精确性，容易引发误解——因为罗马尼亚语的拉丁特征早在至少15世纪就已被人注意到。

## 背景

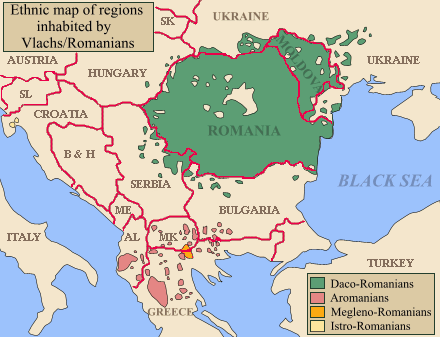
20世纪初四种东罗曼语的地理分布

罗马尼亚语是一种罗曼语，拥有约2500万名母语使用者。它是罗马尼亚和摩尔多瓦的官方语言，并在塞尔维亚的伏伊伏丁那自治省享有共同官方地位。罗马尼亚民族也分布在乌克兰和匈牙利。大量罗马尼亚侨民定居于其他欧洲国家（尤其是意大利和西班牙）、北美洲、澳大利亚以及以色列。罗马尼亚语与其他三种东罗曼语密切相关：阿罗马尼亚语、梅格列诺-罗马尼亚语莫格莱纳-罗马尼亚语和伊斯特拉-罗马尼亚语，这些语言均源自共同的原始罗马尼亚语。罗马尼亚语可分为两大主要方言：北部方言通行于摩尔达维亚、特兰西瓦尼亚北部、马拉穆列什和巴纳特地区；南部方言则通行于瓦拉几亚。此外，在奥尔特尼亚和特兰西瓦尼亚也存在一些过渡性方言变体。
罗马尼亚人的起源仍是学术界争论不休的话题。争论的核心在于：罗马尼亚人是否自古便持续居住在如今罗马尼亚境内、下多瑙河以北的土地上。部分学者主张，罗马帝国设于该地、存在约165年的达契亚行省，是罗马尼亚人族群形成过程中的重要场所，因此他们支持“多瑙河以北持续居住”的理论。持此观点的学者中，有些还认为罗马尼亚人的起源不仅包括达契亚地区，还包括多瑙河以南的广大区域（这些地区曾长期处于罗马统治之下）。而反对这一理论的学者则认为，罗马尼亚人的民族生成始于多瑙河以南的诸省，他们的祖先直到11世纪之前才定居于下多瑙河以北的土地上。
罗马尼亚语的发展发生在与其他罗曼语长期隔绝的地区，这种地理上的孤立持续了千年以上。这种隔离促成了一些特有语言特征的发展。例如，在动词中，非腭化齿音被硬腭化齿音（尤其是“z”音）所取代。罗马尼亚语中直接继承自拉丁语的词汇数量（根据不同来源，大约为1550至2000个）与其他罗曼语言大致相当，但相比中古希腊语（其中约包含3000个拉丁语词根）则显得较少。罗马尼亚语与西班牙语、葡萄牙语一样，保留了比其他罗曼语言更多的拉丁语古词，这很可能与它们在罗曼语分布中的边缘地位有关。例如，古典拉丁语中表示“美丽”的词，在罗马尼亚语中仍保留为，在葡萄牙语中为，在西班牙语中为；而在法语（beau）和意大利语（bello）中，则被另一个拉丁词的派生词所取代。
罗马尼亚语与巴尔干半岛上的一些非罗曼语语言共享若干语言特征，这促使语言学界提出了“巴尔干语言联盟”的概念。罗马尼亚语与阿尔巴尼亚语之间也存在一些共同特征。学者们推测，阿尔巴尼亚语与可能属于色雷斯语或达契亚-色雷斯语的底层语言密切相关，而这些底层语言经过拉丁化后，催生了罗马尼亚语的形成，或者说阿尔巴尼亚语本身就是这些语言的后裔。斯拉夫语对罗马尼亚语的演变产生了数百年的影响。罗马尼亚语从斯拉夫语中借用了数百个词汇，其语音系统与形态结构中也可见斯拉夫语的痕迹。罗马尼亚人还采用了古教会斯拉夫语作为宗教仪式语言，并使用西里尔字母书写。除了斯拉夫语言的影响外，罗马尼亚语还从邻近的语言中吸收了词汇，例如匈牙利语和希腊语。后者在法那尔时期（即18世纪奥斯曼帝国任命的希腊裔总督统治下）对瓦拉几亚和摩尔达维亚产生了强烈影响，许多希腊语词汇进入了罗马尼亚语的南部次方言。据语言学家拉斯洛·加尔迪统计，自19世纪以来，这些词汇中只有大约10%仍在使用。
弗拉维奥·比翁多是第一位注意到罗马尼亚语与意大利语之间语言亲缘关系的学者，他在1435年就指出了它们共同的拉丁语起源。在将罗马尼亚语与其他罗曼语进行比较时，语言学家发现它在所有语言层面上都展现出独特性。一些学者甚至曾认为罗马尼亚语是一种斯拉夫语。19世纪初，斯洛文尼亚语言学家耶尔内伊·科皮塔尔提出，罗马尼亚语并非直接源自通俗拉丁语，而是通过“词汇重整”形成的，其基础可能是一种古代巴尔干语言或斯拉夫方言。保罗·韦克斯勒在1997年也提出了类似的假说。语言学家安东尼·保罗·格兰特认为韦克斯勒的假说“并不完全令人信服”，他指出“罗马尼亚语的形成更可能是一次语言转换的过程，可类比于英语在英格兰的形成”。其中，罗马尼亚语的底层语言相当于不列颠凯尔特语，巴尔干地区的拉丁语层相当于盎格鲁-撒克逊语，而南斯拉夫语的上层影响则可类比于诺曼法语的作用。语言学家丽贝卡·波斯纳将19世纪初德国最早系统研究罗曼语语文学的学者之一弗里德里希·迪茨描述为认为罗马尼亚语（当时称为“瓦拉几亚语”）是一种“半罗曼语”的人。在他1836年出版的《罗曼语语法》中，迪茨列出了六种最具语法或文学意义的罗曼语：意大利语与罗马尼亚语、西班牙语与葡萄牙语、普罗旺斯语与法语。他指出，这六种语言都源自同一个母体——拉丁语，而拉丁语“至今仍与我们的文明密不可分”。哈拉尔德·哈尔曼认为，《罗曼语语法》的出版标志着关于罗马尼亚语在罗曼语语文学中地位的讨论已经尘埃落定。从那时起，罗马尼亚语始终被列为罗曼语的一员。席佩尔指出，自从迪茨的语法著作问世以来，罗马尼亚语的罗曼语性质再未受到严肃质疑。维尔纳·巴纳总结道：“自19世纪下半叶以来，罗马尼亚语的罗曼语性质应被视为绝对确切的知识”，因为“从一开始，罗马尼亚语就被认为是一种罗曼语言”。正如语言学家格雷厄姆·马林森所强调的那样：“罗马尼亚语在其各个变体中，在所有语言层面都保留了足够的拉丁语遗产，从而完全有资格独立地成为罗曼语族的一员。”
再拉丁化在罗马尼亚人聚居的各地区发展方式各不相同。在瓦拉几亚和摩尔达维亚，自1760年到1820至1830年期间，法语和现代希腊语的词汇影响最为显著；而在巴纳特和特兰西瓦尼亚地区，罗马尼亚语主要从拉丁语和德语中吸收词汇。1830年之后，法语成为主要的借词来源。
当将拉丁词词根及其派生词计算在内时，研究表明，“这一词汇群在罗马尼亚语总词汇中的占比始终保持在近80%，无论是在16至17世纪的文献中，还是在现代罗马尼亚语词典中几乎都相同”。由此可得出结论：“古罗马尼亚语的词汇与现代罗马尼亚语的词汇一样具有罗曼语性质。”

## 术语
语言学家弗朗茨·雷纳所定义的“再拉丁化”（relatinization）不仅包括来自拉丁语各个发展阶段的借词（包括中世纪拉丁语和新拉丁语），也包括从其他欧洲语言中引入的拉丁化构词。这一过程在所有罗曼语言的发展史中都有所体现。在罗马尼亚的学术界，亚历山德鲁·格劳尔似乎是第一个使用（再拉丁化）一词的学者，他在1930年的一篇文章中使用了该术语，用以指称法语对罗马尼亚语言发展的影响。一年后，塞克斯蒂尔·普什卡留提出了一个新术语（再罗马化），很可能是为了既涵盖直接来自拉丁语的借词，也包括来自其他罗曼语言的借词。1978年，亚历山德鲁·尼古列斯库提出了另一个表述：“罗曼式西方化”（occidentalizare romanică）；而瓦西里·D·策勒拉则在1982年将这一过程描述为“拉丁-罗曼方向上的罗马尼亚书面语现代化”。
语言学家玛丽亚·阿尔代亚强调，“再罗马化”（reromanizare）一词并不足以准确描述自19世纪初以来，罗马尼亚语词汇因拉丁语或罗曼语源词汇而不断丰富的语言过程。伊万娜·莫尔多瓦努-切努舍则指出，需要区分“罗曼式西方化”（即在启蒙时代影响下于摩尔达维亚和瓦拉几亚发生的语言发展）与由特兰西瓦尼亚学派及“拉丁主义思潮”推动的“再拉丁化”过程。历史学家伊万-奥雷尔·波普指出，这些术语本身缺乏精确性，可能引起混淆，因为罗马尼亚语的拉丁性质早在15世纪就已被认出，并被归入罗曼诸语之列。

## 发展

### 特兰西瓦尼亚学派与拉丁主义思潮

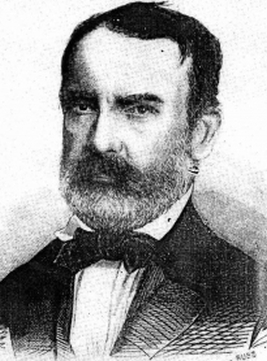
奥古斯特·特雷博纽·劳里安，19世纪70年代拉丁主义思潮的领袖

受过教育的罗马尼亚人早在17世纪便开始将拉丁语和意大利语视为语言规范的楷模。例如，表示“人民”的词（借自意大利语）就是在这一时期引入罗马尼亚语的，并作为（源自匈牙利语）与（源自斯拉夫语）的同义词加入使用，它们三者至今仍在通用。18世纪末，特兰西瓦尼亚学派的学者首次有意识地致力于清除罗马尼亚语中某些非罗曼语成分。他们多是接受维也纳和罗马教育的与罗马统一的罗马尼亚希腊礼教会知识分子，立志彰显罗马尼亚人的拉丁血统。他们的活动推动了罗马尼亚知识界向西欧的重新靠拢与文化转向。
这些学者提倡使用拉丁字母来取代西里尔字母书写系统，但他们所制定的带有词源化（拉丁化）倾向的正写法从未获得广泛认可。他们的拼写方案主要是为了彰显罗马尼亚语词汇的拉丁根源，而忽略了当时的实际发音。例如，他们建议将现代罗马尼亚语中表示“喷泉”和“土地”的词和分别拼写为和，以便更直观地显示其拉丁来源。他们还决意用拉丁语词汇取代斯拉夫语借词，甚至试图废除罗马尼亚语中表示“和”的常用连词，因为他们错误地认为它源自斯拉夫语。此外，他们还创造了混成词，将斯拉夫语与拉丁语的词根结合在一起，例如，该词结合了表示“战争”的斯拉夫借词和拉丁语，试图通过这种方式“重建”词汇的拉丁面貌。
这一“拉丁主义学派”（或称“拉丁主义思潮”）的学者在罗马尼亚的语言与历史问题上持有极端观点。例如，在1853年，该学派的领袖奥古斯特·特雷博纽·劳里安将其所著的《罗马尼亚人通史》开篇置于公元前753年——即传说中罗马建城的年份。19世纪70年代，劳里安与伊万·C·马西姆共同出版了《罗马尼亚语词典》两卷及其附录词汇表。他们采用了一种强调词源的正写法，试图将大多数非拉丁词语从语言中清除。他们所推行的语言被认为是人为构造的，与真正的罗马尼亚语“仅有模糊的相似之处”。最初，该词典的出版由学术协会（即后来的罗马尼亚科学院）委托执行，但由于他们极端的“语言净化”尝试招致了公众的嘲笑，并使拉丁主义学派的声誉彻底破产，因此该词典成为该思潮的最后一部出版物。

### 瓦拉几亚和摩尔达维亚
相比特兰西瓦尼亚学派的学者，采取更为传统语言观的瓦拉几亚和摩尔达维亚作家在实践中取得了更大的成功。再拉丁化在19世纪初传入瓦拉几亚，当时扬·海利亚德·勒杜列斯库引入了大量意大利语新词。随后，摩尔达维亚首府雅西的一些文学人物开始大量借用法语词汇。彼时，法语是欧洲上层文化的代表语言，也是大多数罗马尼亚资产阶级或贵族在接受高等教育时使用的语言，至少在19世纪下半叶罗马尼亚第一批大学建立之前都是如此。除了直接借入罗曼语词汇外，罗马尼亚语中还出现了一些仿译词，即通过对拉丁继承词语的派生与重构，形成的新词（即“内部构词的新词”），尽管其中一些并未流传下来。例如，从“男人”和“女人”的本族词派生出的和 femeiesc曾试图作为语法性别“阳性”和“阴性”的名称，但很快被借词和所取代。反之，一些外来新词如（“未来”）和（“过去”）则未能扎根，被罗马尼亚语中新创造的词和所替代。在这一时期，罗马尼亚语词汇中开始出现大量“罗曼双式词”现象，即继承自拉丁语的旧词与从同一拉丁词根引进的新借词并存，成为罗马尼亚语的一大特色。例如，表示“坟墓”的旧词与表示“纪念碑”的借词并存；表示“感觉、情感”的与借词也一同存在于语言之中。
19世纪，罗马尼亚语中也开始普遍使用来自其他罗曼语及拉丁语的前缀。这一过程中，一些前缀最初是直接从拉丁语中继承下来的，但后来其对应的拉丁语词根也被重新借入，因而在罗马尼亚语中出现了所谓的“词源双式词”。例如，前缀是拉丁语的继承形式，而则源自拉丁语；但如今这些原始拉丁语前缀也已广泛用于现代罗马尼亚语中，与其继承形式并存。
罗马字母在1830年至1860年间逐步引入罗马尼亚语书写系统。最初采用的是一种过渡性书写系统，其中保留了一些西里尔字母，用以表示特定的罗马尼亚语音。例如，罗马尼亚语中的中央元音（ə）用西里尔字母⟨Ъ⟩表示，而龈后清擦音（ʃ）则用字母⟨ш⟩表示。1860年，瓦拉几亚通过立法正式采用纯拉丁字母书写体系；1862年，摩尔达维亚也正式跟进。

## 影响

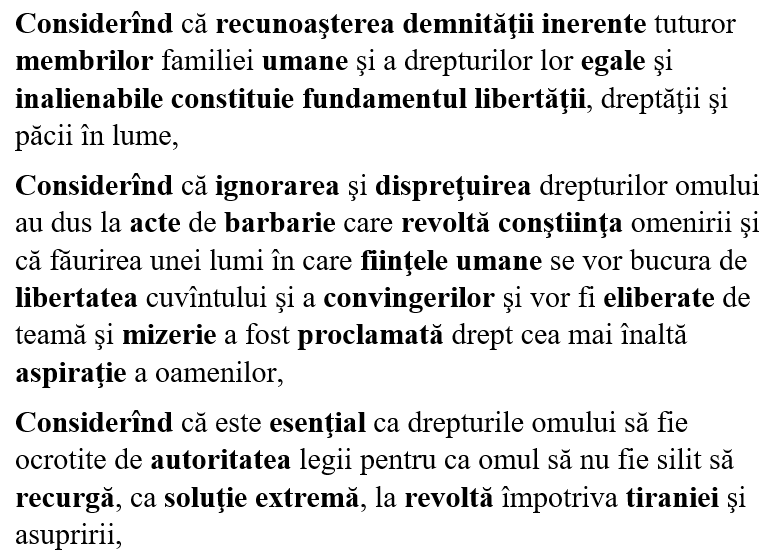
罗马尼亚语《人权宣言》的前三段，其中18世纪和19世纪的借词以粗体标记

与古罗马尼亚语阶段相比，这一变革过程带来的主要变化是采用了拉丁字母（虽带有一些特殊之处）。此外，还引入了大量源自法语、意大利语和拉丁语的借词，如今这类词汇约占整个罗马尼亚词库的20%。它们主要分布在与时代变迁相关的语义领域，例如现代世界（58%）、法律（35%）、情感与价值观（29%）、服饰与美容（27%）等，这反映了诸如后奥斯曼时期的法律体系变革、全球新技术的发展等背景因素。这一过程还产生了双式词，例如借自法语的（意为“浓密的”）与从拉丁语继承下来的这一对。罗马尼亚语的句法也发生了变化，从模仿古教会斯拉夫语的模式，转向以法语为灵感的新型结构。再拉丁化还影响了罗马尼亚语的语法，例如动词不定式的使用得到了复兴，第三变位动词（即以 -e 结尾的动词，如“卖”或“相信”）的使用也显著增加。
有时，语言的变化也会产生相反的效果：源自斯拉夫语（很可能是保加利亚语）的语气词（相当于英语中的、法语中的等）自19世纪初开始出现在罗马尼亚语文本中，逐渐在所有方言和标准语中普及开来，取代了古罗马尼亚语中用来表示同意或接受的一些非专门词语，例如、，或是通过重复问题中的动词来回应（例如：“你写维基百科吗？”“写！”— ）。这一变化主要是通过翻译，将罗马尼亚语的句法模式向法语靠拢的结果。

### 近期趋势
语言学家基姆·舒尔特强调说：“过去两个世纪中，从其他罗曼语族语言中借入的大量词汇”赋予了罗马尼亚语词汇“明显的罗曼语外观”。马林森同样得出结论：由于再拉丁化的过程，现代罗马尼亚语“已经达到了（即便未必能一直保持）高度的罗曼词汇水平，尽管单纯的词汇统计数据并不能充分说明它到底有多‘罗曼’”。他指出，一些句法特征也表明罗马尼亚语正在“逐步回归罗曼语族的体系”。例如，不定式的真正复兴，以及自反动词在无人称被动语态中的逐渐消退，这些现象都被学界认为是受到了西罗曼语影响的结果。此外，罗马尼亚语中中性（或更准确地说是“性别模糊”）名词的复数后缀在书面语中有被所取代的趋势。马林森认为，以结尾的词可能具有更高的语言地位，因为它们中许多是从罗曼语族借入的。语言学家米瓦拉·阿夫拉姆则指出了近年来英语对罗马尼亚语的影响。尽管英语是一种日耳曼语，但它含有大量源自法语的罗曼成分，以及许多拉丁词源的词位。因此，她认为，当代英语借词在某种程度上也是对罗马尼亚语早期“再拉丁化”或“再罗曼化”过程的一种间接延续。